# Sida florulenta
Sida florulenta är en malvaväxtart som beskrevs av Paul Arnold Fryxell. Sida florulenta ingår i släktet sammetsmalvor, och familjen malvaväxter. Inga underarter finns listade i Catalogue of Life.